# Neoloxotaenia halterata
Neoloxotaenia halterata är en tvåvingeart som först beskrevs av de Meijere 1919.  Neoloxotaenia halterata ingår i släktet Neoloxotaenia och familjen fritflugor. Inga underarter finns listade i Catalogue of Life.